# 羊凤乡 (巴中市)
羊凤乡，是中华人民共和国四川省巴中市巴州区曾经下辖的一个乡。2019年12月，撤销羊凤乡和龙背乡，将原羊凤乡和原龙背乡所属行政区域划归鼎山镇管辖。

## 行政区划
羊凤乡撤销前下辖以下地区：
石笋村、碑垭村、石羊村、首市村、香樟村、三河村、梳木村、鸿鹄村和楼房村。